# فرانسيس غوردون
فرانسيس غريفز، المعروفة باسم فرانسيس غوردون (وُلدت عام 1874)، هي بريطانية من المطالبات بحق المرأة في الاقتراع، وكانت بارزة في الجناح المتمرد لحركة الاقتراع النسائية الاسكتلندية، قبل الحرب العالمية الأولى، وسُجنت وأُطعمت قسراً بسبب أعمالها.

## تنظيم حملات حق المرأة في الاقتراع والاعتقال
تبنت فرانسيس (فلورنس) غريفز الاسم المستعار فرانسيس غوردون، أثناء تنظيم حملة من أجل حق المرأة في التصويت. لم يكن تبني اسم مستعار شائعًا بين الناشطين، وقاموا بذلك إما لتجنب إدانة عائلاتهم من قبل الجمعيات أو للهرب من الاعتقال من الشرطة.
كانت غوردون وأرابيلا سكوت بارزتين في الجناح المتمرد لحركة الاقتراع النسائية الاسكتلندية. أُلقي القبض عليهما بعد اقتحام منزل سبرينغهول، وهو قصر في لاناركشاير، بنيّة حرقه في 3 أبريل 1914. لم يكن المنزل مشغولا، إلا أن الحارس استيقظ إثر ضجة في تمام الساعة 2:30 صباحًا، وقد اندهش من وجود غوردون في صالة الاستقبال.
أطلق الحارس رصاصتين بمسدسه لتنبيه الشرطي المحلي في الدورية. تسببت هذه الضجة أن تساعد الناشطات الأخريات في حركة الاقتراع، غوردون على الفرار من المنزل. استطاع الحارس بسبب الخوف من الرصاص، احتجاز غوردون في المطبخ والاتصال بالشرطة. عثرت الشرطة عند وصولها، على ثلاثة أرباع قارورة من زيت البارافين وثقاب ومطبوعات متعلقة بحق الاقتراع. قُبض على غوردون ونُقلت بعيدا.

## المحاكمة
وُصفت غوردون على أنها امرأة صغيرة الحجم، تبلغ من العمر أربعين عامًا تقريبًا، وبلهجة إنجليزية واضحة. رفضت السيدة المالكة لمنزل سبيرنغهول مقاضاة غوردون، لكن المدعي العام قرر المضي قدمًا في موعد المحاكمة المحدد في 22 يونيو 1914.
اتُهمت غوردون في محكمة غلاسكو العليا، بمحاولة إشعال النار في منزل سبيرينغهول. أقرت غوردون بأنها غير مذنبة، وحاول محاميها إبطال الدعوى بالإشارة أن اقتحام المنازل بقصد إشعال النار لم يكن جريمة في اسكتلندا تقنيا، لكن المحاولة لم تكلل بالنجاح، وأعادت هيئة المحلفين الحكم بأنها مذنبة. حُكم عليها بالسجن لمدة عام.
وصفت صحيفة غلاسكو إيفنينغ تايمز التي تغطي المحاكمة «خطاب السيدة غوردون الرائع» وهي تغادر المحكمة. صرخت إلى المعرض «ثق في الله، والحرب والقتال مستمران».
في حين أن صحيفة إيفنينغ تايمز لم تذكر حدوث أي اضطرابات، تشير سجلات المحكمة العليا الخاصة إلى اتهام ثلاث نساء بازدراء المحكمة «فيما يتعلق بمقاطعة إجراءات المحكمة بالصراخ والصياح». رفضت النساء الثلاث إعطاء أسماءهن لموظفي المحكمة.

## السجن
تعرضت أرابيلا سكوت وغوردون وزميلتهما في حركة الاقتراع فاني باركر، أثناء سجنهن في سجن بيرث، للإطعام القسري. سبق أن أخضع الطبيب هيو فيرغسون، إيثيل مورهيد للعلاج في سجن كالتون في فبراير عام 1914. فُتحت أفواه المساجين قسرا، بواسطة جهاز معدني بحيث يمكن إطعامهم بواسطة قمع متصل بأنبوب مطاطي مغطى بفازلين يُدفع بحلقهم إلى بطونهم. احتوى الخليط على البيض والحليب المحلّى وعصير اللحم.
نظّم الاتحاد الاجتماعي والسياسي للمرأة (دبليو إس بّي يو) عند العلم بعلاج مورهيد سابقا، سلسلة من الاجتماعات الاحتجاجية في بيرث لدعم النساء، واعتصام السجن، وغناء التراتيل والصراخ للدعم من خلال مكبرات الصوت.
تصف أرابيلا سكوت في سيرتها الذاتية، تجربة الإطعام القسري على أن فتات أسنانها المكسورة غُسلت بالدماء في فمها. عندما تقيأت بعد إزالة الأنبوب، «صرخ واتسون في وجهي، لقد فعلتِ ذلك عن قصد». زعمت باركر وغوردون أيضًا أن هذا الإطعام القسري تضمن محاولات للتغذية عبر المستقيم والمهبل الذي أسفر عن أضرار خطيرة.
استغرق الإطعام القسري لغوردون عشرة أيام. غُذّيت بأنبوب الأنف والحقن في الأمعاء ثلاث مرات في اليوم. كانت ردة فعل كريستابيل بينكورست شديدة على إدانة هذا الخبر، «إن إخضاعها دون موافقتها فعل عنيف وغير لائق من جانب السلطات التي لا يمكن التسامح معها ولن يُتسامح معها».
وُصف الدكتور واتسون في 26 يونيو عام 1914، على أنه «موظف طبي طموح تطوّع لإطعام النساء المضربين عن الطعام بالقوة»، وأبلغ حاكم سجن بيرث أن غوردون كانت «مصابة بمرض عصبي وبمزاجية هيستيرية. حدث انهيار عصبي إلى حد ما، عندما أخبرتها أني تلقيت أوامر بإطعامها». «تحدثت غوردون كثيرًا عن الأنابيب والتغذية في نومها. كان لديها سُلامي وممر أنفي ضيق جدا، وواجهت صعوبة كبيرة في التنفس بعد مرور الأنبوب».
ذكر واتسون أنه قرر إطعام غوردون عن طريق الحقن الشرجية المغذية بالإضافة إلى الطعام من أنبوب الأنف اعتبارًا من 30 يونيو، عندما كانت تتقيأ كثيرا. كان راضيا في البداية عن النتائج، لكنه لاحظ أنه في 3 يوليو إن «حالة السجينة أصبحت الآن تسبب القلق». هبطت درجة حرارة غوردون إلى 96.4 درجة فهرنهايت، وفي بعض الأحيان بالكاد كان يمكن الشعور بنبضها.

## ردة الفعل على أخبار الإطعام القسري
معرفة أن أنابيب التغذية الجديدة قد لا تتوفر دائما، وأن الأنابيب المستخدمة قد تكون متسخة من الداخل أو استُخدمت سابقا على المساجين المرضى أو المرضى النفسيين، زادت من محنة غوردون والإدانات الصاخبة من قبل زملائها في حركة الاقتراع النسائية. صُعق الطبيب واتسون عندما اكتُشف موضوع معاملة غوردون، من الضجة التي أثارها الخبر عند الآخرين. قال اللورد هيو سيسيل مرة، للمكتب الإسكتلندي إنه يعتزم السؤال عن معاملة غوردون في مجلس العموم.
كتبت جاني آلان، الناشطة الاسكتلندية الرائدة في حركة الاقتراع المتمردة، إلى رئيس لجنة السجون في 26 يونيو عام 1914، إن إحراق كنيسة وايتكيرك في لوثيان الشرقية، إحدى أجمل كنائس اسكتلندا في العصور الوسطى، كان النتيجة المباشرة للإطعام القسري لإيثيل مورهيد في سجن كالتون، وأن المطالبين الاسكتلنديين بحق المرأة في الاقتراع، سيتخذون إجراءات قوية إذا ثبت أن نفس الشيء قد وقع على أرابيلا سكوت وفرانسيس غوردون.
كتبت آلان رسالة مماثلة للطبيب جيمس دريفون تفيد إن «هناك العديد من النساء لم يكنّ مستعدات للقيام بأي تمرد عنيف قبل ستة أشهر، لكنهن لن يترددن اليوم». شهدت جولة الملك والملكة المقررة في اسكتلندا في منتصف يوليو احتجاجات نتيجة لذلك، كانت «مؤسفة ولكن بالنسبة لأولئك الذين يعرفون مدى شعورهم الكبير ضد الإطعام القسري، لكن لم تسبب مثل هذه الحوادث مفاجأة».
تساءل المكتب الإسكتلندي عما إذا كان يمكن اتخاذ أي إجراء ضد جاني ألان بسبب تهديداتها المبطَّنة، لكن لم ينصح مدير النيابات العامة بذلك.

مضت كريستابيل بانكهورست إلى أبعد من ذلك في إدانتها:
«هذه الحكومة التي تعذب النساء، لا تتألف من الرجال، ولكن بالتأكيد من الشياطين! يمثل الإطعام القسري كل القوة الهمجية والعمياء والوحشية التي يعتمد عليها إخضاع المرأة... إنها معارضة أصوات النساء».

## الإفراج من السجن
أُطلق سراح غوردون من السجن في 3 يوليو عام 1914، بموجب قانون القط والفأر، ونُقلت إلى غلاسكو، حيث فُحصت من قبل الدكتور مابل جون م. دي.

كتب الاشتراكي توم أندرسون لصحيفة غلاسكو إيفنينغ تايمز عن الحالة التي نقلها عن التقييم الطبي الذي أجراه الدكتور مابيل جونز على غوردون بعد إطلاق سراحها:
«رأيتها (السيدة غوردون) في منتصف ليل 3 يوليو. كان مظهرها مروعًا، مثل ضحية المجاعة: كان الجلد بنيا، وعظام وجهها بارزة، وعينيها نصف مغلقة، وصوتها كالهمس، ويديها شديدة البرودة، ونبضها خيطي، ومفاصل معصمها متورمة ومتيبسة وموجعة قليلاً، والنفس كريه بشدة، ومحتويات الأمعاء خارجة عن الإرادة». في أقرب نقطة ممكنة من الموت. مثل هذه المعاملة همجية ويؤديها رجال متحضرون، مع النساء بسبب إساءة سياسية. هل من الممكن أن ينحدر العرق أكثر من ذلك؟ لا أعتقد.